# Campeonato Paulista de Futebol de 1910
O Campeonato da Liga Paulista Foot-Ball de 1910 foi a 9.ª edição da competição entre clubes de futebol paulistanos filiados à LPF. É reconhecido pela Federação Paulista de Futebol oficialmente como a nona edição do Campeonato Paulista de Futebol. Teve a Atlética das Palmeiras como campeã e o Americano em segundo lugar.
Disputado entre 3 de maio e 20 de novembro, contou com a participação de seis agremiações, entre os quais o estreante Club Athletico Ypiranga.
Pela primeira vez, a média de gols passou de quatro gols por partida: 137 gols marcados em 30 jogos (4,57 por confronto).

## História
A LPF abriu seletiva para a vaga do expulso Internacional, punido no campeonato anterior. Com três equipes em disputa no torneio qualificatório, o Villa Buarque venceu o Savóia de Sorocaba por 3–2. Na partida seguinte, o Ypiranga goleou o Villa Buarque por 5–2 e jogava por um empate para ficar com a vaga, que foi concretizada com o triunfo por 4–2 contra o Savóia.
O Ypiranga contou com o reforço de Arthur Friedenreich naquela temporada.
Campeão em 1909, a Athletica das Palmeiras fez uma campanha quase impecável e chegou ao título no início de outubro em sua última partida, contra o Paulistano. Com 16 pontos (oito vitórias e uma derrota), bastava ao time da Chácara da Floresta um empate contra o time alvirrubro para chegar matematicamente ao título. Mais do que isso, a Athletica derrotou seu maior rival por 3-1 e garantiu o bicampeonato da LPF.
Todas os confrontos foram disputados no campo do Velódromo Paulistano.

## Participantes
| Equipe                  | Cidade    | Fundação               | Participação | Títulos               |
| ----------------------- | --------- | ---------------------- | ------------ | --------------------- |
| Americano               | Santos    | 21 de maio de 1903     | 3ª           | -                     |
| Athletica das Palmeiras | São Paulo | 9 de novembro de 1902  | 4ª           | 1 (1909)              |
| Germânia                | São Paulo | 7 de setembro de 1899  | 9ª           | 1 (1906*)             |
| Paulistano              | São Paulo | 29 de dezembro de 1900 | 9ª           | 2 (1905 e 1908)       |
| São Paulo Athletic      | São Paulo | 13 de maio de 1888     | 9ª           | 3 (1902, 1903 e 1904) |
| Club Athletico Ypiranga | São Paulo | 10 de julho de 1906    | 1ª           | -                     |

*A Liga Paulista de Foot-Ball considerou o campeonato de 1906 sem vencedor, mas o título é reconhecido pela Federação Paulista de Futebol como do Germânia.

## Regulamento
Houve a manutenção da grande maioria das normas das competições anteriores, como a de que cada clube joga duas partidas com os outros participantes, sendo uma como mandante e outra como visitante; o clube vencedor do campeonato anual recebe uma taça, pela qual fica responsável, e terá possa definitiva da mesma aquele que for vencedor de três edições; o campeão é a equipe que somar mais pontos (a vitória vale dois pontos, e o empate, um ponto). Havendo empate no resultado final, disputa-se um jogo extra. Essa partida desempate terminar em empate, é feita uma prorrogação não superior a 30 minutos. Se terminada essa prorrogação continuar o empate, é marcada uma nova partida, e assim por diante.

## Tabela
03/05 AA Palmeiras 4–1 Ypiranga 
15/05 São Paulo Athletic 2–1 Ypiranga
22/05 Paulistano 4–1 Ypiranga
29/05 AA Palmeiras 3–0 Americano
05/06 Paulistano 3–3 São Paulo Athletic
12/06 Americano 2–1 São Paulo Athletic
19/06 Americano 4–0 Ypiranga
26/06 Paulistano 2–1 Germânia
03/07 São Paulo Athletic 6–1 Germânia
10/07 Paulistano 2–1* Americano
17/07 AA Palmeiras 6–2 Germânia
24/07 Americano 4–2 Germânia
31/07 Paulistano 2–1 AA das Palmeiras
07/08 Ypiranga 0–8 AA das Palmeiras
14/08 AA das Palmeiras 5–2 São Paulo Athletic
21/08 Ypiranga 2–2 Paulistano
28/08 Americano 1–4 AA das Palmeiras 
11/09 Germânia 2–3 São Paulo Athletic
18/09 São Paulo Athletic 1–5 AA das Palmeiras
25/09 Germânia 2–4 AA das Palmeiras
02/10 AA das Palmeiras 3–1 Paulistano
09/10 Germânia 2–3 Americano
12/10 São Paulo Athletic 1–4 Americano
16/10 Americano 2–1 Paulistano
23/10 Ypiranga 1–0 Germânia
30/10 Ypiranga 2–4 Americano
01/11 São Paulo Athletic 3–2 Paulistano
06/11 Germânia WO** Paulistano
13/11 Germânia 2–2 Ypiranga
20/11 Ypiranga 1–2 São Paulo Athletic
*Apesar da vitória do Paulistano, os pontos foram dados ao Americano, porque o Paulistano abandonou a partida após uma expulsão, quando estava vencendo.
*O Paulistano não pôde atuar por falta de jogadores (muitos estavam contundidos.

## Classificação final
| Classificação - Final | Classificação - Final  | Classificação - Final | Classificação - Final | Classificação - Final | Classificação - Final | Classificação - Final | Classificação - Final | Classificação - Final | Classificação - Final |
| Time | Time                   | PG                    | J                     | V                     | E                     | D                     | GP                    | GC                    | SG                    |
| --- | ---------------------- | --------------------- | --------------------- | --------------------- | --------------------- | --------------------- | --------------------- | --------------------- | --------------------- |
| 1 | Atlética das Palmeiras | 18                    | 10                    | 9                     | 0                     | 1                     | 43                    | 12                    | 31                    |
| 2 | Americano              | 16                    | 10                    | 8                     | 0                     | 2                     | 25                    | 18                    | 7                     |
| 3 | São Paulo Athletic     | 11                    | 10                    | 5                     | 1                     | 4                     | 24                    | 26                    | - 2                   |
| 4 | Paulistano             | 8                     | 10                    | 3                     | 2                     | 5                     | 19                    | 17                    | 2                     |
| 5 | Ypiranga               | 4                     | 10                    | 1                     | 2                     | 7                     | 11                    | 32                    | - 21                  |
| 6 | Germânia               | 3                     | 10                    | 1                     | 1                     | 8                     | 14                    | 31                    | - 17                  |
| PG - pontos ganhos; J - jogos; V - vitórias; E - empates; D - derrotas; GP - gols pró; GC - gols contra; SG - saldo de gols |                        |                       |                       |                       |                       |                       |                       |                       |                       |

|  |                        |
|  | Campeão da LPF de 1910 |

## Premiação
| Campeão Paulista de 1910           |
| ---------------------------------- |
| ATLÉTICA DAS PALMEIRAS (2º título) |